# Dacnusa nigrella
Dacnusa nigrella är en stekelart som beskrevs av Griffiths 1967. Dacnusa nigrella ingår i släktet Dacnusa och familjen bracksteklar. Inga underarter finns listade i Catalogue of Life.